# رترکتور چنگالی

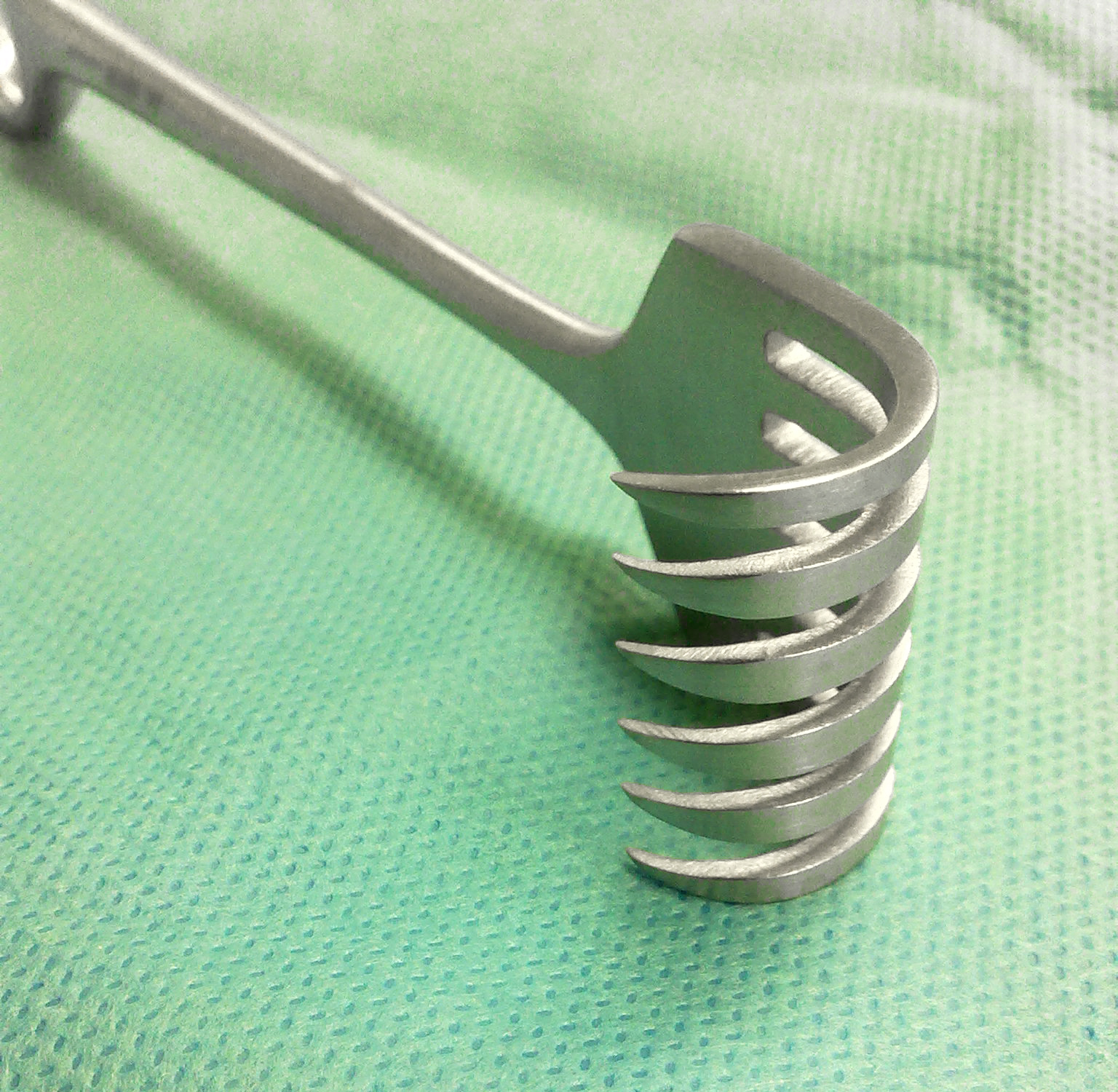
Volkmann Retractor 2

رترکتور چنگالی (به انگلیسی: volkman) شامل دو نوع می‌باشد. نوع دستی برای کنار زدن بافت‌های سطحی و نوع خودکار آن برای در معرض قرار دادن عمق زخم به کار می‌رود.
تعداد چنگال‌ها از ۲ تا ۶ متغیر بوده و نوعی رترکتور یک طرفه محسوب می‌شود.

## نگارخانه

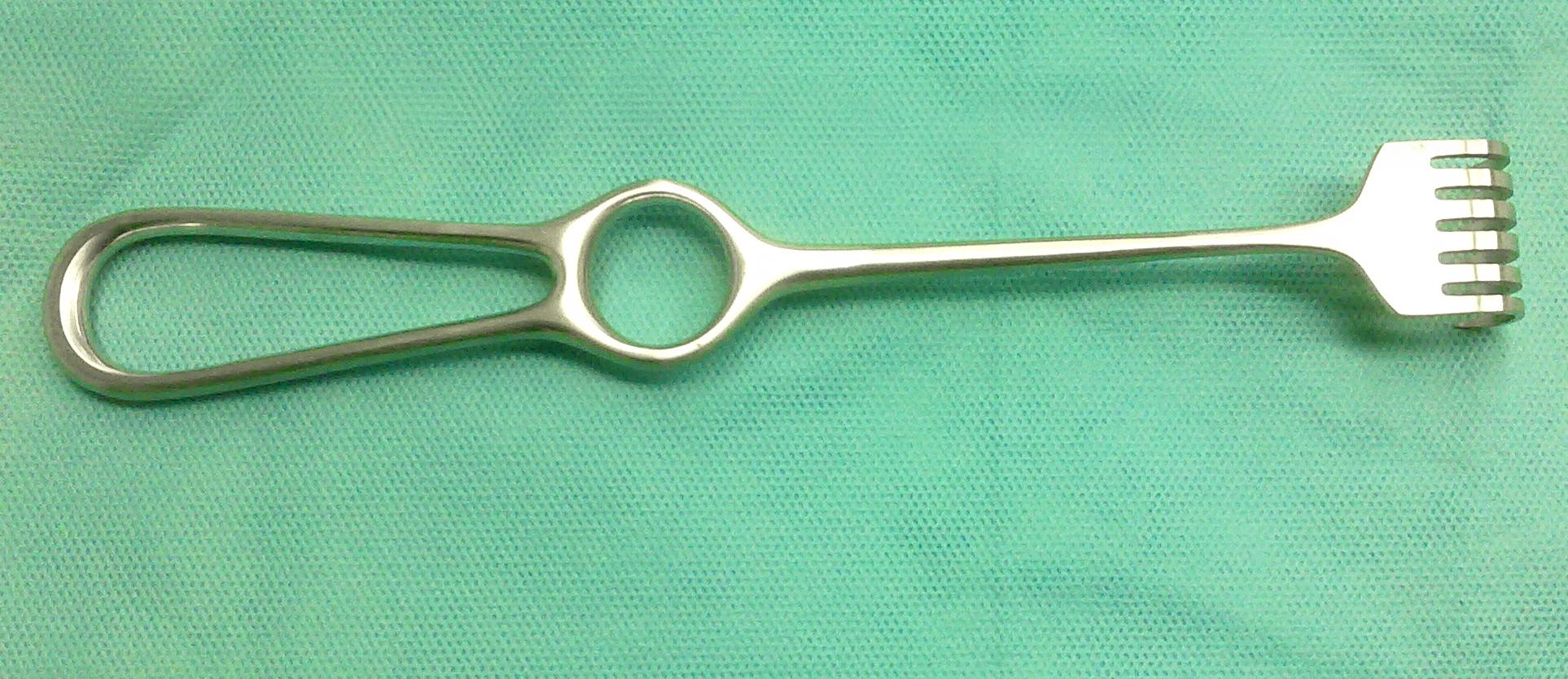
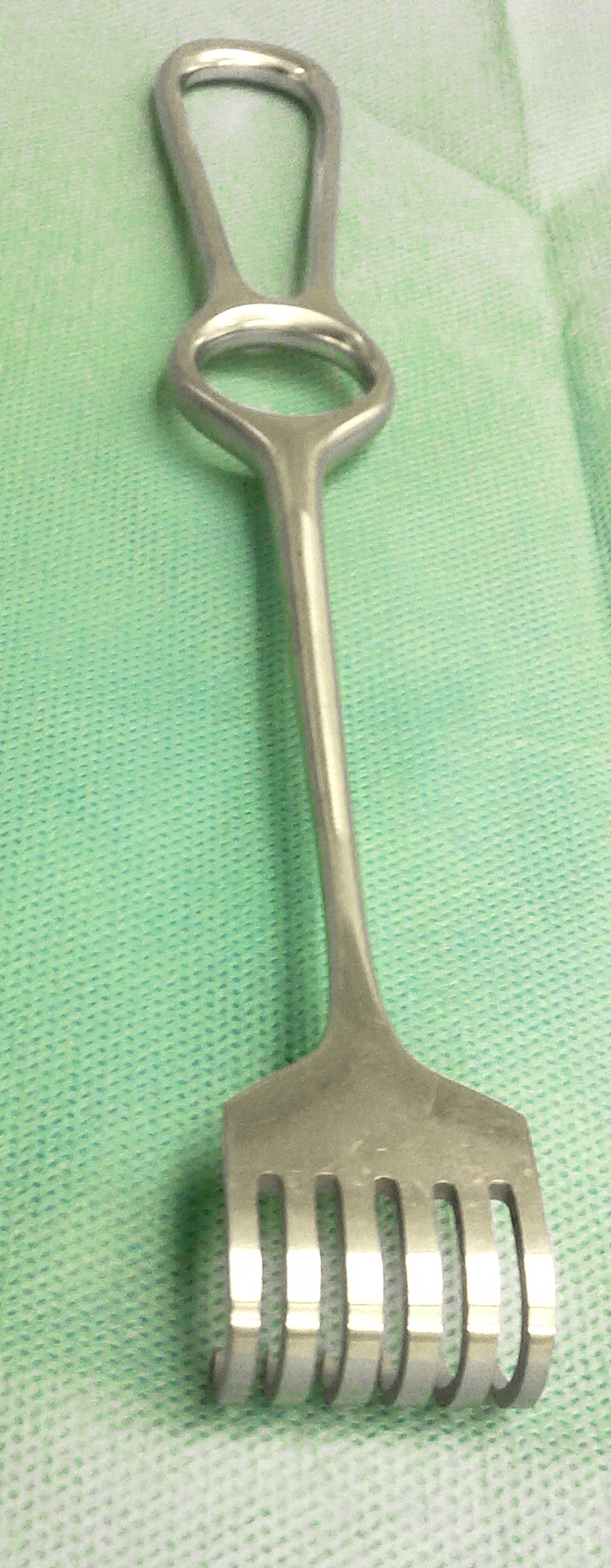